# Reconnection
Reconnection är ett studioalbum av den svenska musikern Jojje Wadenius, utgivet på skivbolaget EMI  den 27 oktober 2010.
Skivan spelades in på fem olika platser: Shortlist, Svenska Grammofonstudion, Drop Out Analogue Studio, Tambourine Studios och Stable Studios i Oslo. Den producerades av Wadenius, Leif Johansen och Andreas Kleerup. Albumet innehåller två egna kompositioner av Wadenius samt ytterligare två skrivna tillsammans med andra artister (Kleerup respektive Cynthia Weil). Resterande låtar är covers, däribland Mark Knopflers "Brothers in Arms" och den traditionella "Morning Has Broken". Reconnection gästas också av flera kända sångare, till exempel Peter Jöback, Helen Sjöholm, Nicolai Dunger och Anni-Frid Lyngstad.
Skivan nådde en sjuttondeplats på den svenska albumlistan. Den stannade på listan under fyra veckor.

## Låtlista
1. "Morning Has Broken" – 3:23 (trad.)
2. "Until We Bleed" – 4:56 (Andreas Kleerup, Lykke Li)
3. "Brothers in Arms" – 5:01 (Mark Knopfler)
4. "Come Back and Stay" – 3:33 (Jack Lee)
5. "Kärleksmorgon" – 4:46 (Jojje Wadenius)
6. "Every Little Thing He Does Is Magic" – 3:15 (Gordon Sumner)
7. "Sometimes" – 3:54 (Cynthia Weil, Jojje Wadenius)
8. "Darkside" – 4:31 (Andreas Kleerup)
9. "Hymn" – 1:46 (Andreas Kleerup, Jojje Wadenius)
10. "Don't Give Up" – 5:58 (Peter Gabriel)
11. "Reconnection" – 2:32 (Jojje Wadenius)

## Medverkande
"Morning Has Broken"
- Pete Abbott – trummor
- Lars Danielsson – bas
- Eleanor Farjeon – arrangemang
- Leif Johansen – tekniker
- Anni-Frid Lyngstad – sång
- Alar Suurna – tekniker (sång)
- Jojje Wadenius – arrangemang, gitarr
- Frode Østang Mangen – elpiano

"Until We Bleed"
- Henrik Gustafsson – tekniker
- Andreas Kleerup – sång, sångprogrammering
- Jojje Wadenius – bas, gitarr

"Brothers in Arms"
- Andreas Kleerup – trummor, synth
- Nathan Larson – tekniker (sång och sologitarr)
- Nina Persson – sång
- Nikke Ström – bas
- Love Tholin – tekniker
- Jojje Wadenius – gitarr, orgel

"Come Back and Stay"
- Peter Jöback – sång
- Andreas Kleerup – akustisk gitarr
- Jojje Wadenius – nylonsträngad gitarr, elgitarr, scat

Kärleksmorgon
- Pete Abbott – trummor
- Lars Danielsson – bas
- Jojje Wadenius – gitarr
- Frode Østang Mangen – elpiano

"Every Little Thing He Does Is Magic"
- Pete Abbott – trummor, slagverk
- Rita Eriksen – sång
- Jojje Wadenius – gitarr, bas
- Frode Østang Mangen – orgel

Sometimes
- Helen Sjöholm – sång
- Jojje Wadenius – gitarr, bas

"Darkside"
- Nina Kinert – bakgrundssång
- Andreas Kleerup – sång, keyboards, programmering
- Nikke Ström – bas
- Jojje Wadenius – gitarr

"Hymn"
- Andreas Kleerup – akustisk gitarr, slagverk, elpiano
- Jojje Wadenius – nylonsträngad gitarr, elgitarr

"Don't Give Up"
- Pete Abbott – trummor
- Lars Danielsson – bas
- Nicolai Dunger – sång
- Andreas Kleerup – elpiano, programmering
- Silje Nergaard – sång
- Jojje Wadenius – gitarr
- Frode Østang Mangen – orgel, synth

"Reconnection"
- Pete Abbott – trummor
- Lars Danielsson – bas
- Jojje Wadenius – gitarr, scat, synth

Övriga medverkande
- Björn Engelmann – mastering
- John the Fisherman – omslag
- Leif Johansen – medproducent
- Andreas Kleerup – producent
- Kari Johanne Lind – illustration
- Peter Åström – artwork
- Jojje Wadenius – producent

## Mottagande
Skivan har genomsnittsbetyget 3,0/5 på sajten Kritiker.se, som sammanställer recensioner av bland annat skivor. Betyget är baserat på sjutton recensioner.

## Listplaceringar
| Lista (2010) | Topplacering |
| ------------ | ------------ |
| Sverige      | 17           |

### Fotnoter
1. 1 2  ”Reconnection”. Discogs.com. http://www.discogs.com/Georg-Wadenius-Reconnection/release/2533828. Läst 13 januari 2013.
2. 1 2  Placeringar på den svenska albumlistan
3. ↑  ”Reconnection”. Kritiker.se. http://kritiker.se/skivor/georg-wadenius/reconnection/. Läst 13 januari 2013.